# Jo Baier
Pour les articles homonymes, voir Baier.
Jo Baier, né le 13 février 1949 à Munich est un réalisateur, scénariste et écrivain allemand. Il a réalisé plus de 20 films depuis 1982

## Biographie
Jo Baier étudie le théâtre, la littérature allemande et américaine à l'Université Louis-et-Maximilien de Munich. Il obtient son doctorat en 1980.
Il réalise des documentaires, des fictions et des films biographiques essentiellement pour la télévision, mais également aussi pour le grand écran. Il obtient de nombreux prix, dont le prix Adolf-Grimme.

## Filmographie
- 1986 : Schiefweg (téléfilm)
- 1982 : Rosse (téléfilm)
- 1991 : Wildfeuer (de)
- 1995 : Hölleisengretl (de) (téléfilm) — (d'après un roman d'Oskar Maria Graf)
- 1998 : La Boutique (Der Laden) (de) (minisérie) — d'après un roman d'Erwin Strittmatter)
- 2000 : Der Weibsteufel (téléfilm) — (d'après une pièce de Karl Schönherr)
- 2001 : Wambo (téléfilm) — (film biographique sur Walter Sedlmayr)
- 2002 : Verlorenes Land (téléfilm)
- 2003 : Swabian Children (téléfilm)
- 2004 : Opération Walkyrie (Stauffenberg), téléfilm
- 2006 : Ce n'étaient pas tous des assassins (Nicht alle waren Mörder) (téléfilm — d'après l'autobiographie de Michael Degen)
- 2007 : Das letzte Stück Himmel (téléfilm)
- 2007 : Liesl Karlstadt und Karl Valentin (téléfilm) — (film biographique sur Liesl Karlstadt et Karl Valentin)
- 2010 : Henri 4 (Henry of Navarre) — (d'après les romans de Heinrich Mann)
- 2010 : Le Grand Voyage de la vie (d'après le livre autobiographique de Tiziano Terzani)
- 2012 : Retour au pays (Die Heimkehr) (téléfilm — d'après Hermann Hesse)
- 2016 : Bergfried (téléfilm)

## Distinctions
- Bayerischer Poetentaler 2011